# Billy Collins Jr.
William Ray Collins, Jr. (Nashville, 21 de Setembro de 1961 – Antioch, 6 de Março de 1984), mais conhecido como Billy Collins Jr. foi um pugilista americano-irlandês.
Billy foi o boxeador desafiante que perdeu a luta contra Luis Resto após este usar luvas com uma camada de argamassa no lugar do enchimento de espuma. Por conta desta luta, Billy, além de ter seu rosto todo deformado, teve diversos problemas oculares, como descolamento de retina e visão embaçada, o que o levou a ter sua carreira prematuramente encerrada, com apenas 21 anos.
Em 2009, a HBO lançou um documentário chamado Assault in the Ring que conta a historia dessa luta.

## Biografia
Conhecido também como Billy, o Irlandês, uma vez que sua família era da Irlanda, apesar de ter nascido em Nashville, no Tennessee, em 21 de Setembro de 1961, era casado com Andrea Collins-Nile, uma antiga namorada, que estava grávida e tinha 18 anos na época da luta.
Era filho de um ex-boxeador, Billy Collins Sr, que atuava como seu treinador, e vinha de uma série 14 lutas, todas vitoriosas, sendo 11 por nocaute. "O jovem chamava a torcida a seu favor, pelo heroísmo, carisma de bom rapaz e pelo talento, além de sua lealdade a família", escreveu a revista Aventuras na História em março de 2020.

### Morte
Com problemas na visão, e sem poder lutar, Billy não conseguia arranjar um emprego. Nove meses depois do trágico combate, no dia 6 de março de 1984, aos 22 anos, ele morreu após um acidente de automóvel. Pessoas próximas a Billy acreditam na hipótese de ele ter se suicidado, uma vez que ele ficou bastante depressivo por ter ficado com sérios problemas na vista após a luta contra o panamenho Luis Resto.
Em 2018, o jornalista Randy Gordon, à época da luta diretor da Comissão e editor-chefe da Ring Magazine, a maior e mais antiga revista de boxe do mundo, publicou um texto no NY  Fights, sobre a morte do pugilista. "Peguei o telefone e disquei o número de Billy Sr. Eu sabia de cor, tendo ligado tantas vezes para a casa dele desde o fim de semana de 16 de junho de 1983, cerca de nove meses antes. (...) 'Olá,' ele respondeu em sua voz rouca e sulista. 'Billy, é Randy Gordon,' eu disse. 'Randy, meu garoto está morto,' ele disse, sua voz falhando enquanto falava as palavras. 'Eles mataram meu filho. Eles mataram meu filho'." 
Billy Sr, o pai, morreu em 9 de janeiro de 2018, quando Gordon escreveu o texto.

## Cartel como profissional
| 15 Lutas - 14 Vitórias (11 knockouts, 3 decisions), 0 Derrota, 1 No Contest |          |                                  |      |       |            |                                                                            | |
| Resultado                                                                   | Cartel   | adversário                       | Tipo | Round | Data       | Local                                                                      | Notas |
| No Contest                                                                  | 14-0-(1) | Luis Resto                       | NC   | 10    | 16/06/1983 | Madison Square Garden, New York City, United States                        | Resto ganhou a luta, mas esta teve seu resultado alterado, mais tarde, pois Resto usava uma luva ilegal com gesso, a qual cegou seu adversário. |
| Vitória                                                                     | 14-0     | Fernando "Frankie" Fernandez     | KO   | 6     | 05/05/1983 | Bristol, Tennessee, United States                                          | |
| Vitória                                                                     | 13-0     | Steve Johnson                    | KO   | 1     | 16/03/1983 | Atlantic City, New Jersey, United States                                   | |
| Vitória                                                                     | 12-0     | Dennis Horne                     | UD   | 10    | 20/01/1983 | Sands Atlantic City, Atlantic City, New Jersey, United States              | 7-2, 7-3, 7-3. |
| Vitória                                                                     | 11-0     | Ricky Whitt                      | KO   | 4     | 17/10/1982 | Claridge Atlantic City, Atlantic City, New Jersey, United States           | |
| Vitória                                                                     | 10-0     | Eddie Flanning                   | TKO  | 3     | 30/09/1982 | Yorktown class aircraft carrier, Charleston, South Carolina, United States | |
| Vitória                                                                     | 9-0      | Harold Brazier                   | PTS  | 6     | 11/09/1982 | Sands Atlantic City, Atlantic City, New Jersey, United States              | |
| Vitória                                                                     | 8-0      | Mike "The Spike" Pollitt         | KO   | 3     | 04/08/1982 | Sands Atlantic City, Atlantic City, New Jersey, United States              | |
| Vitória                                                                     | 7-0      | Roosevelt Moss                   | KO   | 1     | 17/07/1982 | Bally's Atlantic City, Atlantic City, New Jersey, United States            | |
| Vitória                                                                     | 6-0      | Jose Fuentes                     | KO   | 3     | 23/06/1982 | Sands Atlantic City, Atlantic City, New Jersey, United States              | |
| Vitória                                                                     | 5-0      | Bruce Strauss                    | KO   | 3     | 20/05/1982 | Sands Atlantic City, Atlantic City, New Jersey, United States              | |
| Vitória                                                                     | 4-0      | Tony Akbar Taylor                | PTS  | 6     | 17/03/1982 | Atlantic City, New Jersey, United States                                   | |
| Vitória                                                                     | 3-0      | Keith Corbett                    | KO   | 6     | 04/02/1982 | Sands Atlantic City, Atlantic City, New Jersey, United States              | |
| Vitória                                                                     | 2-0      | Gary "Butcher" Baker             | KO   | 2     | 19/01/1982 | Memphis, Tennessee, United States                                          | |
| Vitória                                                                     | 1-0      | Kevin "Better than Ezra" Griffin | KO   | 3     | 02/12/1981 | Sands Atlantic City, Atlantic City, New Jersey, United States              | |